# Փ

Փとփ

筆記体

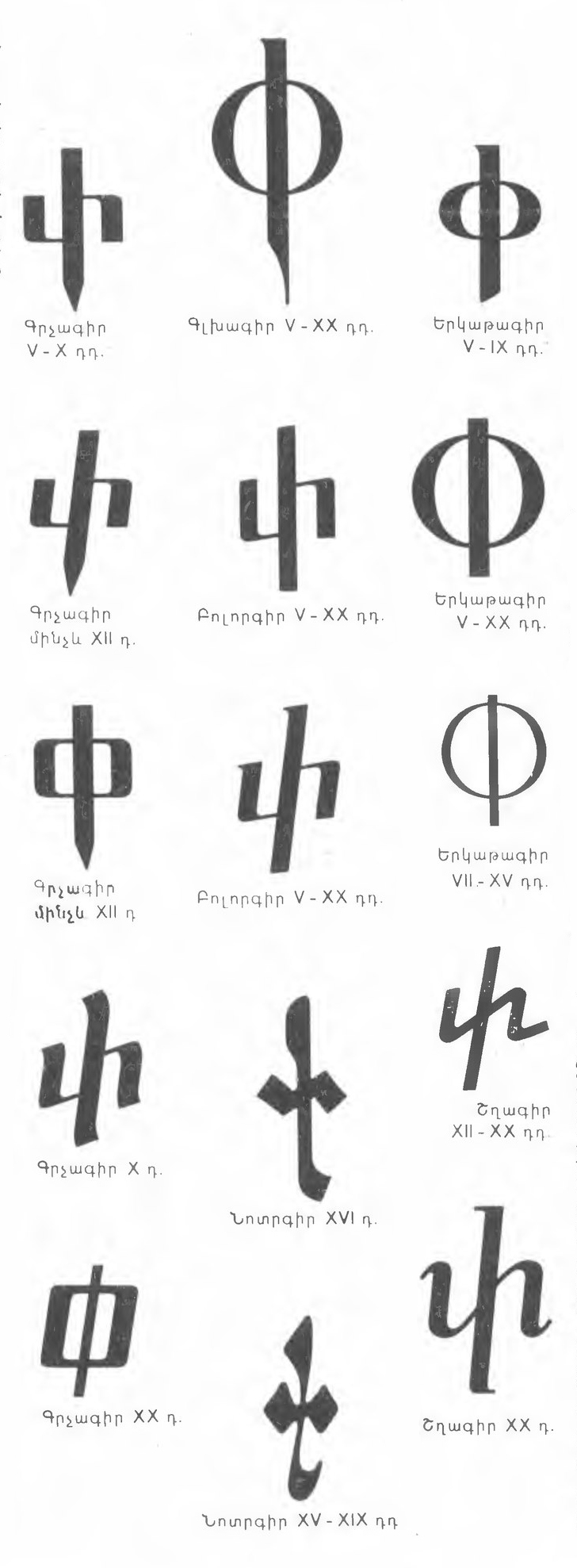
Փとփの様々な書体

Փ, փ（アルメニア語: փյուրまたはփիւր、発音はp'iurまたはp'ür）は、アルメニア文字の35番目の文字である。405年ごろにメスロプ・マシュトツによって作成されたと見られる。

## 使用
東アルメニア語・西アルメニア語では無声有気両唇破裂音[pʰ]を表す。ラテン文字化する時は「P'」と記す。記数法では8000を表す。

## 書体

## 符号位置
| 文字 | Unicode | JIS X 0213 | 文字参照        | 備考 |
| ---- | ------- | ---------- | --------------- | ---- |
| Փ    | U+0553  | -          | &#x553; &#1363; |      |
| փ    | U+0583  | -          | &#x583; &#1411; |      |